# The Interest of Love
The Interest of Love (사랑의 이해?, Sarang-ui ihaeLR; lett. "La comprensione dell'amore") è una serie televisiva sudcoreana trasmessa su JTBC dal 21 dicembre 2022 al 9 febbraio 2023, tratta dall'omonimo romanzo di Lee Hyuk-jin. Internazionalmente è distribuita da Netflix.

## Trama
Quattro giovani adulti con interessi diversi si incontrano alla filiale di Yeongpo della KCU Bank e cercano di capire il significato dell'amore.

## Personaggi e interpreti
- Ha Sang-soo, interpretato da Yoo Yeon-seok
- Ahn Soo-young, interpretata da Moon Ga-young
- Park Mi-kyung, interpretata da Keum Sae-rok
- Jeong Jong-hyun, interpretato da Jung Ga-ram